# NGC 7514
NGC 7514 is een spiraalvormig sterrenstelsel in het sterrenbeeld Pegasus. Het hemelobject werd op 21 september 1876 ontdekt door de Franse astronoom Édouard Jean-Marie Stephan.

## Synoniemen
- UGC 12415
- MCG 6-50-26
- ZWG 515.27
- KARA 1009
- PGC 70689